# Anselmo da Campione
Anselmo da Campione (in latino magister Anselmus de Campilione; Campione d'Italia, metà del XII secolo – 1210 circa) è stato uno scultore italiano.

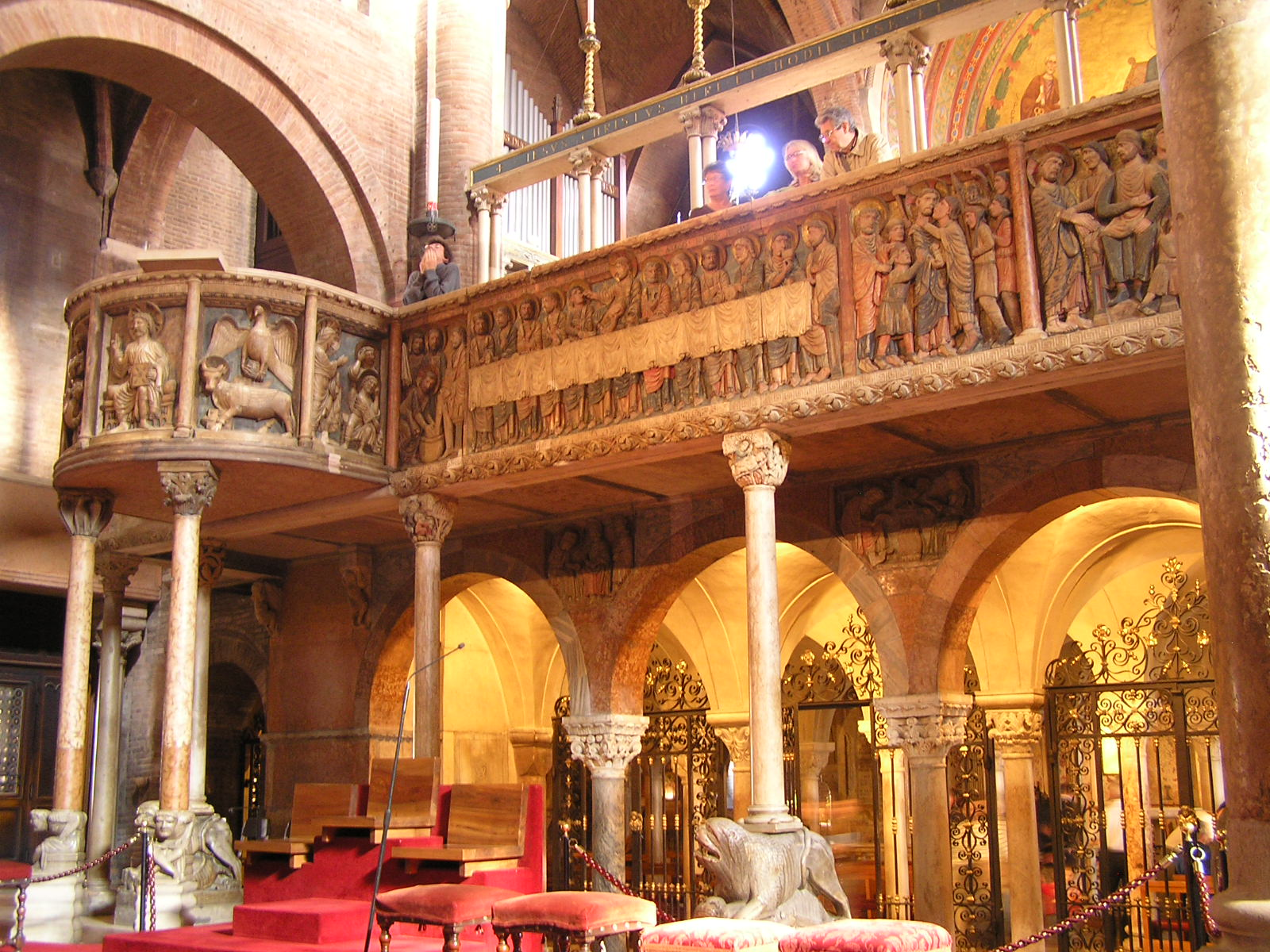
Pontile della Cattedrale di Modena.

Fu a capo delle maestranze di tagliapietre, lapicidi e scultori, appartenenti alla scuola dei Maestri campionesi, che lavorarono al Duomo di Modena dal 1170 agli inizi del XIII secolo.

## Biografia e opere

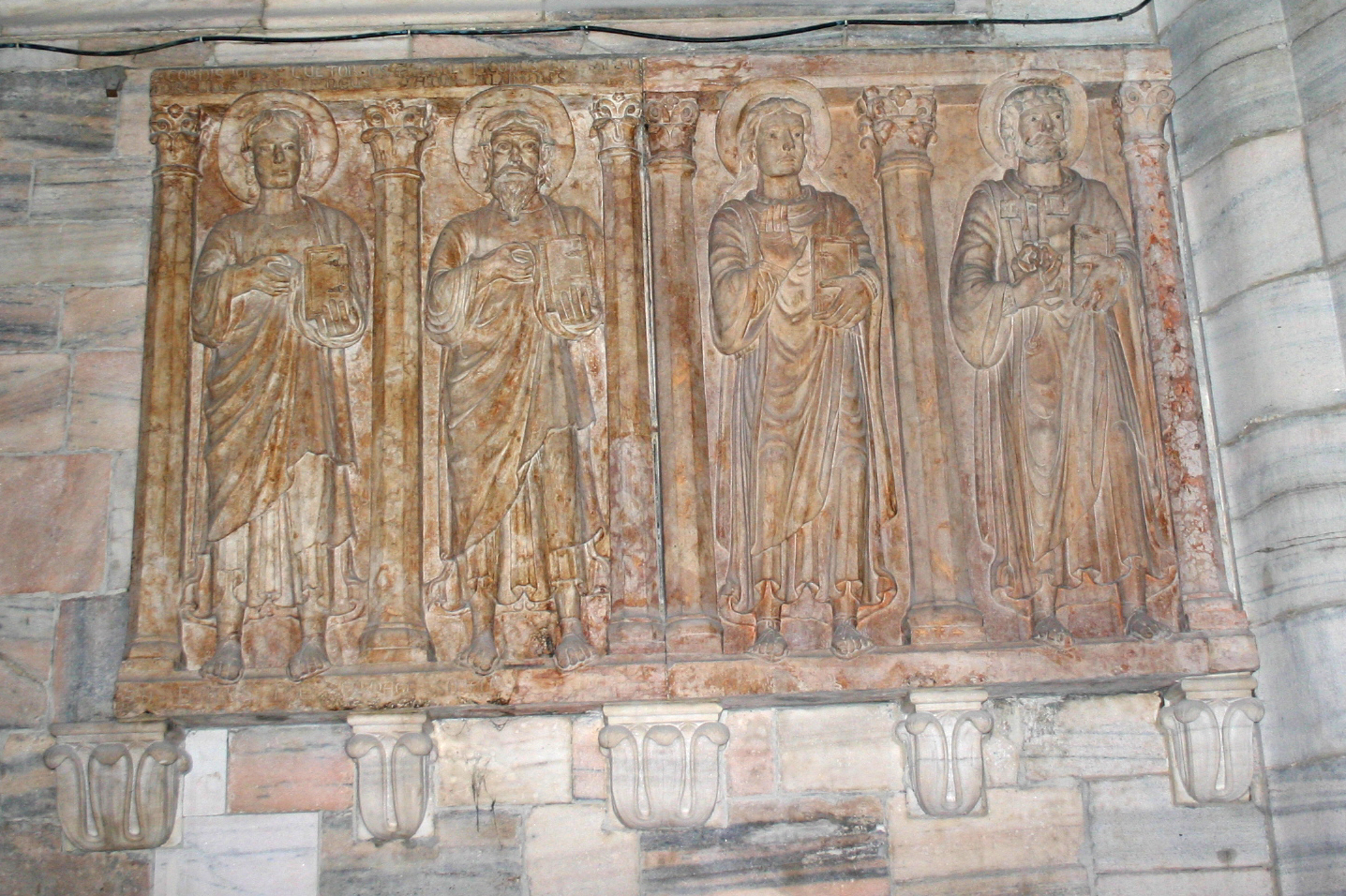
Figure di Apostoli nel Duomo di Milano.

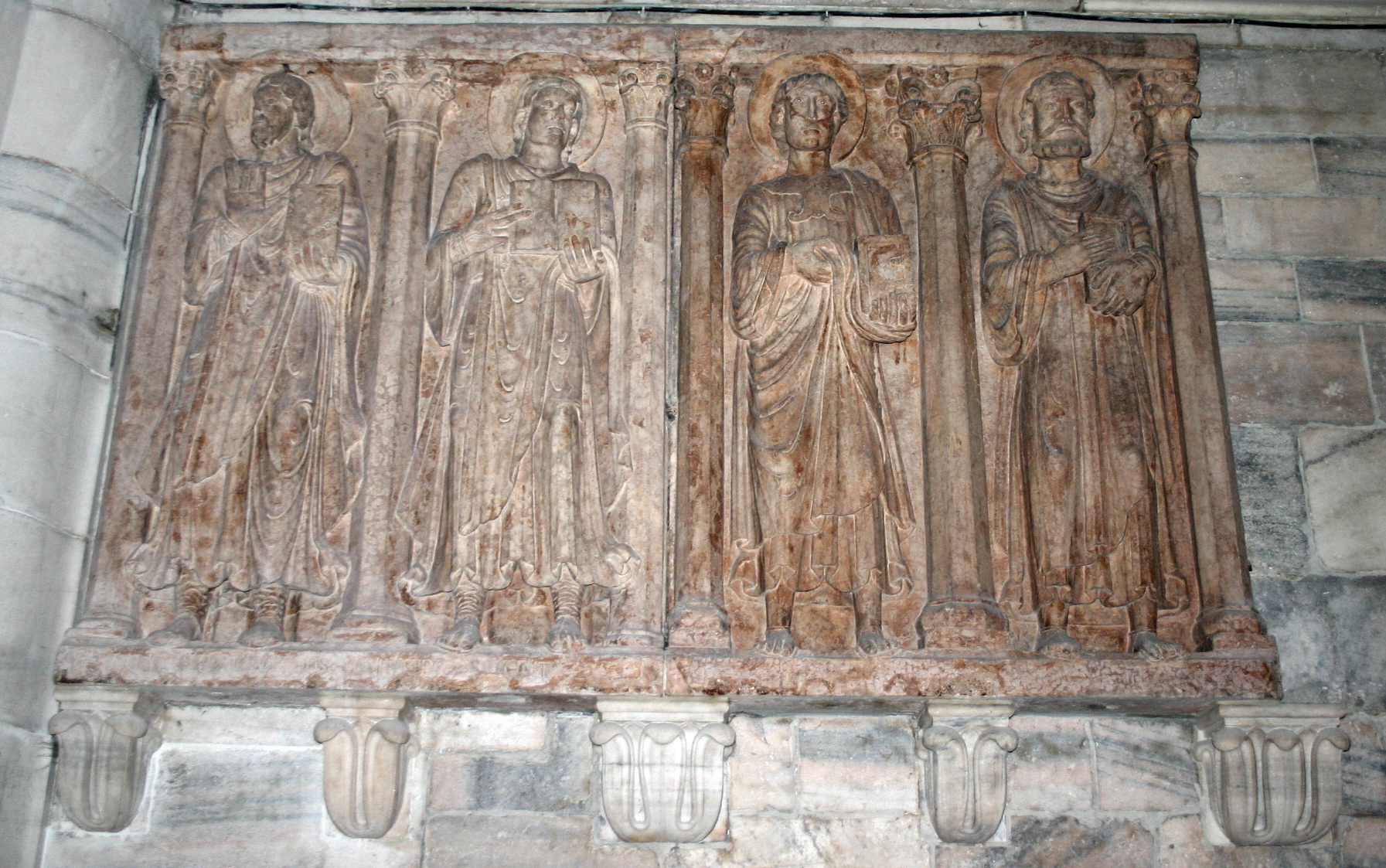
Figure di Apostoli nel Duomo di Milano.

Originario di Campione d'Italia, la sua formazione avvenne probabilmente ad Arles. Poi Anselmo e i suoi allievi si stabilirono a Modena dove portarono avanti i lavori di architettura e di decorazione scultorea della Cattedrale. Qui risulta difficile assegnare la paternità delle singole opere ai diversi scultori campionesi operanti nella seconda metà del XII secolo, quando Anselmo esercitò indubbiamente un ruolo di capomaestro.
Verso il 1170-80 fu realizzato il pontile, che potrebbe essere opera di Anselmo e di altri due o quattro artefici della sua bottega: in particolare ad Anselmo andrebbero attribuiti i rilievi con le Storie della Passione di Cristo (Lavanda dei piedi, Ultima cena, Cattura di Cristo, Cristo davanti a Pilato e Flagellazione, Salita al Calvario), dove la precisione e robustezza plastica lombarda si fonde con gli schemi compositivi e le cadenze lineari di gusto provenzale. Anche i due rilievi con il Pagamento di Giuda e il Tradimento di san Pietro, posti fra gli archi d'ingresso alla cripta, sarebbero opera di Anselmo.
Altre sculture di Anselmo e della sua bottega collocabili in questo periodo, o poco più tardi, ma ancora entro il XII secolo: le otto figure di Apostoli murate nella navata settentrionale del duomo di Milano e l'Arca sotto l'altar maggiore nel duomo di Parma.
La Porta Regia del Duomo di Modena, databile stilisticamente intorno al 1200, è certamente, se non di Anselmo, della maestranza che lavorava strettamente ai suoi ordini; l'ambone costruito sulla sinistra del pontile (commesso dal massaro Bozzalino tra il 1208 e il 1225), è concordemente attribuito ad Anselmo e ad almeno uno dei suoi tre figli.
Dai documenti si ricava che nel 1244 (Anselmo era certamente morto da tempo) i lavori nella cattedrale di Modena proseguivano sotto la direzione dei discendenti di Anselmo, prima i suoi figli (Otacio, Alberto e Jacopo) e poi il nipote (Enrico di Otacio).